# Tổng Thư ký Liên bang Thụy Sĩ
Tổng thư ký liên bang Thụy Sĩ (Bundeskanzler, Cancelliere della Confederazione, chancelier da la Confederaziun, chancelier de la Confédération) là người đứng đầu Văn phòng Hội đồng Liên bang, người đứng đầu bộ máy hành chính liên bang của Hội đồng Liên bang Thụy Sĩ. Từ ngày 1 tháng 1 năm 2024, Viktor Rossi là tổng thư ký liên bang đương nhiệm.

## Nhiệm vụ và quyền hạn
Tổng thư ký liên bang giúp tổng thống liên bang và Hội đồng Liên bang thực hiện nhiệm vụ của mình. Tuy thường được gọi là "bộ trưởng thứ tám" nhưng tổng thư ký liên bang không phải là một thành viên Hội đồng Liên bang. Tổng thư ký liên bang là người đứng đầu Văn phòng Hội đồng Liên bang, có nhiệm vụ tổ chức các hoạt động chung của chính quyền liên bang. Tổng thư ký liên bang có hai phó thư ký.
Từ khi được thành lập vào năm 1848, chức vụ tổng thư ký liên bang đã suy giảm về vai trò, tầm quan trọng, nhất là từ năm 2000 do "sự phân hóa, cá nhân hóa và truyền thông hóa của chính trị Thụy Sĩ".

## Bầu cử
Tổng Thư ký Liên bang do Quốc hội Liên bang bầu ra.

## Danh sách tổng thư ký Liên bang Thụy Sĩ

### 1803-1814
Chức vụ tổng thư ký được thành lập từ năm 1803 vào thời Pháp thuộc của Thụy Sĩ, khi Napoléon Bonaparte giải thể Cộng hòa Helvetica và tái lập một nhà nước liên bang.
| Hình | Nhiệm kỳ  | Tên               | Đảng | Bang |
| ---- | --------- | ----------------- | ---- | ---- |
|      | 1803-1814 | Jean-Marc Mousson |      | Vaud |

### 1814-1848
Sau khi Napoléon bị lật đổ, chế độ liên bang của Thụy Sĩ được khôi phục. Tổng thư ký liên bang là người đứng đầu chính phủ và một trong những thành viên thường trực duy nhất của chính quyền liên bang.
| Hình | Nhiệm kỳ  | Tên                     | Đảng | Bang   |
| ---- | --------- | ----------------------- | ---- | ------ |
|      | 1814-1830 | Jean-Marc Mousson       |      | Vaud   |
|      | 1831-1847 | Josef Franz Karl Amrhyn |      | Luzern |

### Từ năm 1848
Sau Chiến tranh Liên minh Độc lập, Hiến pháp Liên bang Thụy Sĩ được ban hành vào năm 1848, thành lập nhà liên bang Thụy Sĩ hiện tại và chức vụ tổng thư ký liên bang.
| Số | Hình | Nhiệm kỳ    | Tên                             | Đảng | Đảng                          | Bang                   | Ghi chú                           |
| -- | ---- | ----------- | ------------------------------- | ---- | ----------------------------- | ---------------------- | --------------------------------- |
| 1  |      | 1848-1881   | Johann Ulrich Schiess           |      |                               | Appenzell Ausserrhoden |                                   |
| 2  |      | 1882-1909   | Karl Albrecht Gottlieb Ringier  |      | Đảng Dân chủ Cấp tiến         | Aargau                 |                                   |
| 3  |      | 1910-1918   | Hans Schatzmann                 |      | Đảng Dân chủ Cấp tiến         | Aargau                 |                                   |
| 4  |      | 1919-1925   | Alfred Armand Adolf von Steiger |      | Đảng Dân chủ Cấp tiến         | Bern                   |                                   |
| 5  |      | 1925-1934   | Robert Käslin                   |      | Đảng Dân chủ Cấp tiến         | Nidwalden / Aargau     |                                   |
| 6  |      | 1934-1943   | George Bovet                    |      | Đảng Dân chủ Cấp tiến         | Neuchâtel              |                                   |
| 7  |      | 1944-1951   | Oskar Leimgruber                |      | Đảng Dân chủ Kitô giáo        | Fribourg               |                                   |
| 8  |      | 1952-1967   | Charles Oser                    |      | Đảng Dân chủ Cấp tiến         | Basel-Stadt            |                                   |
| 9  |      | 1968-1981   | Karl Huber                      |      | Đảng Dân chủ Kitô giáo        | St. Gallen             |                                   |
| 10 |      | 1981-1991   | Walter Buser                    |      | Đảng Xã hội chủ nghĩa Thụy Sĩ | Solothurn              |                                   |
| 11 |      | 1991-1999   | François Couchepin              |      | Đảng Dân chủ Cấp tiến         | Valais                 |                                   |
| 12 |      | 2000-2007   | Annemarie Huber-Hotz            |      | Đảng Dân chủ Cấp tiến         | Zug                    | nữ tổng thư ký liên bang đầu tiên |
| 13 |      | 2008-2015   | Corina Casanova                 |      | Đảng Dân chủ Kitô giáo        | Graubünden             |                                   |
| 14 |      | 2016-2023   | Walter Thurnherr                |      | Đảng Dân chủ Kitô giáo        | Aargau                 |                                   |
| 15 |      | từ năm 2024 | Viktor Rossi                    |      | Đảng Xanh Tự do               | Bern                   |                                   |

### Văn bản pháp lý
- Hiến pháp Liên bang Thụy Sĩ archive (Hiến pháp) ngày 18 tháng 4 năm 1999 (état le 1er janvier 2020), RS 101.
- Luật Tổ chức chính phủ và bộ máy hành chính archive (Luật Tổ chức) ngày 21 tháng 3 năm 1997 (état le 1er janvier 2018), RS 172.010.